# Unterseeboot 285
Le Unterseeboot 285 (ou U-285) est un sous-marin allemand (U-Boot) de type VII.C utilisé par la Kriegsmarine (marine de guerre allemande) pendant la Seconde Guerre mondiale.

## Historique
Mis en service le 15 mai 1943, l'Unterseeboot 285 reçoit sa formation de base à Danzig au sein de la 8. Unterseebootsflottille jusqu'au 31 juillet 1944, puis l'U-285 intègre sa formation de combat à la base sous-marine de Saint-Nazaire avec la 9. Unterseebootsflottille. À la suite de l'avance des forces alliées en France, l'U-285 est transféré dans la 11. Unterseebootsflottille à Bergen.
L'Unterseeboot 285 a effectué trois patrouilles dans lesquelles il n'a ni coulé, ni endommagé de navire au cours des 96 jours en mer.
En préparation de sa première patrouille, l'U-285 quitte le port de Kiel le 15 août 1944 sous les ordres de l'Oberleutnant zur See Konrad Bornhaupt pour rejoindre Kristiansand qu'il atteint six jours plus tard, le 20 août 1944.
Quatre jours plus tard, le 24 août 1944, l'U-285 quitte le port de Kristiansand pour sa première patrouille, toujours sous les ordres de l'Oberleutnant zur See Konrad Bornhaupt. Après 26 jours en mer, il arrive à Bergen en Norvège le 18 septembre 1944.
Le 19 septembre 1944, l'Oberleutnant zur See Konrad Bornhaupt est décoré de l'Insigne de combat des U-Boote pour la reconnaissance du nombre de ses patrouilles.[Quoi ?]
Sa deuxième patrouille le fait partir du port de Bergen le 20 décembre 1944. Le 1er janvier 1945, l'Oberleutnant zur See Konrad Bornhaupt est promu au grade de Kapitänleutnant. Après 43 jours en mer, il retourne à sa base de départ qu'il atteint le 31 janvier 1945.
Pour sa troisième et dernière patrouille, il quitte Bergen le 26 mars 1945 toujours sous les ordres de Konrad Bornhaupt, maintenant Kapitänleutnant. Après 21 jours en mer, l'U-285 est coulé le 15 avril 1945 dans l'Atlantique Nord au sud-ouest de l'Irlande à la position géographique de 50° 13′ N, 12° 48′ O par des charges de profondeur lancées des frégates britanniques HMS Grindall et HMS Keats. Les 44 membres d'équipage décèdent dans cette attaque.

## Affectations successives
- 8. Unterseebootsflottille à Danzig du 15 mai 1943 au 31 juillet 1944 (entrainement)
- 9. Unterseebootsflottille à Saint-Nazaire du 1er août au 30 septembre 1944 (service actif)
- 11. Unterseebootsflottille à Bengen du 1er octobre 1944 au 15 avril 1945 (service actif)

## Commandement
- Oberleutnant zur See Walter Otto du 15 mai 1943 au 16 avril 1944
- Oberleutnant zur See, puis Kapitänleutnant Konrad Bornhaupt du 17 avril 1944 au 15 avril 1945

## Patrouilles
|       | Commandant              | Départ           | Départ       | Arrivée           | Arrivée      | Jours    | Succès |
| ----- | ----------------------- | ---------------- | ------------ | ----------------- | ------------ | -------- | ------ |
|       | Oblt. Konrad Bornhaupt  | 15 août 1944     | Kiel         | 20 août 1944      | Kristiansand | 6 jours  |        |
| 1     | Oblt. Konrad Bornhaupt  | 24 août 1944     | Kristiansand | 18 septembre 1944 | Bergen       | 26 jours |        |
| 2     | Oblt. Konrad Bornhaupt  | 20 décembre 1944 | Bergen       | 31 janvier 1945   | Bergen       | 43 jours |        |
| 3     | Kptlt. Konrad Bornhaupt | 26 mars 1945     | Bergen       | 15 avril 1945     | Coulé        | 21 jours |        |
| Total | Total                   | Total            | Total        | Total             | Total        | 96 jours | 0 t    |

Note : Oblt. = Oberleutnant zur See - Kptlt. = Kapitänleutnant 

### Opérations Wolfpack
L'U-285 n'a pas opéré avec les Wolfpacks (meute de loups) durant sa carrière opérationnelle.

## Navires coulés
L'Unterseeboot 285 n'a ni coulé, ni endommagé de navire ennemi au cours des trois patrouilles (90 jours en mer) qu'il effectua.

### Source et bibliographie
- (en) Cet article est partiellement ou en totalité issu de l’article de Wikipédia en anglais intitulé « German submarine U-285 » (voir la liste des auteurs).
- Chris Bishop, historien militaire (trad. de l'anglais par Christian Muguet), Les sous-marins de la Kriegsmarine : 1939-1945 : le guide d'identification des sous-marins [« The spellmount submarine identification guide : Kriegsmarine U-boats 1939-1945 »], Paris, Éd. de Lodi, 2008, 192 p. (ISBN 978-2-84690-327-1, OCLC 470721805, BNF 41298980)